# اگه خدا ببخشه من نمی‌بخشم
اگه خدا ببخشه من نمی‌بخشم (ایتالیایی: Dio perdona... io no!) فیلمی به کارگردانی جوزپه کولیتزی در سبک کمدی و وسترن اسپاگتی است که در سال ۱۹۶۷ منتشر شد. از بازیگران آن می‌توان به ترنس هیل، باد اسپنسر، فرانک ولف و فرانک برانیا اشاره کرد.
این فیلم در ایران با نام اگه خدا ببخشه من نمی‌بخشم دوبله و پخش شده‌است.

## خلاصه داستان
بعد از سرقت قطار یک مأمور بیمه و یک قمارباز مأمور می‌شوند که این سرقت را پیدا کنن که در نزدیکی مرز مکزیک …